# Royal Princess (2013)
El Royal Princess es un crucero de la clase Royal operado por Princess Cruises. Entró en servicio en junio de 2013.

## Historial

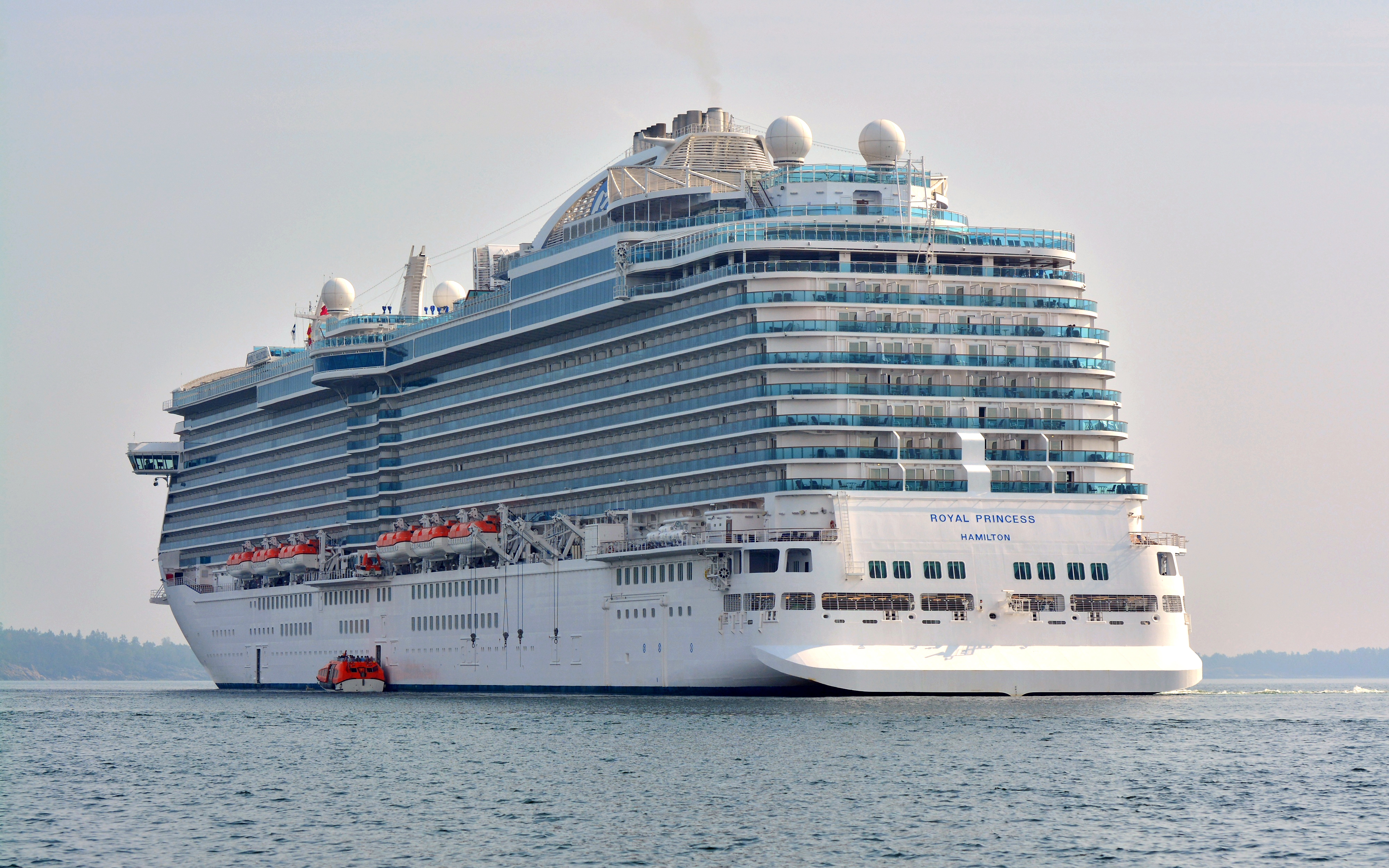
Vista trasera del Royal Princess en el año 2014.

Princess Cruises ordenó el Royal Princess, así como un buque gemelo, luego llamado Regal Princess, el 17 de febrero de 2010. El contrato final se firmó el 4 de mayo de 2010.
La construcción de Royal Princess comenzó el 15 de marzo de 2011 en Fincantieri en su astillero de Monfalcone , en Italia.